# 風林火嶄
『風林火嶄』（ふうりんかざん）は、小川雅史による日本の漫画作品。『月刊アフタヌーン』（講談社）にて、1998年10月号から2001年1月号まで連載された。単行本は全3巻。

## 概要
登場人物の名前や勢力図は、戦国時代の武将、武家に由来する。
いわゆる超能力バトル漫画に分類される。
1 - 2巻は第一部（高坂疾子編）、3巻は第二部（機馬軍団編）という構成となっており、3巻は『風林火嶄参巻 機馬軍団』とされている。3巻の巻末に第三部以降をほのめかす発言と次巻予告らしきものがあるが、2007年9月現在、連載は再開予定はない。
また、単行本化の際に大幅な加筆・修正が加えられ、雑誌掲載時とややストーリーが変わり、ほぼディレクターズカットと化している。

## ストーリー
「攻撃力」。突然変異か新種のウイルスか、原因不明に発現する超能力であり、特に高校生に多く発現することから、能力を有する者は「攻校生」と呼ばれた。
彼らは日常生活において様々な摩擦を生じさせてしまい、やがて行き場を無くす。そんな彼らが集まる場所が「攻等学校」である。
そんな攻等学校のひとつ、「猛田攻等学校」に、一人の女子攻生が転校してきた。

## 勢力

### 猛田攻等学校
校長は猛田真玄。校章は武田菱。本館・零号館と、「組」ごとに壱〜参年が在籍する壱〜八号館の9個の建物を基本として構成されている。壱学年に8組、総勢24組（クラスの人数には大きいバラつきがある）。
徹底した軍団主義であり、クラス全員の校章を手に入れた者がクラスの委員長となり、教室・生徒の支配権・命令権、主席会議への出席権・発言権を得る（校章を一度でも無くせば委員長争いからは失格）。委員長には腕章が与えられる。また、試験に合格した委員長は、上級代表として、学年にかかわらずにトップの地位を得ることができる。
また、それを超える権限を持つ、攻校生を統べる攻校生「風林火嶄」と呼ばれる四天王の位が存在する。

#### 猛田 機馬軍団
県下最強の暴走族であり、猛田内でも五指に入る集団。弐年弐組全員が構成員。メンバーは制服に炎の刺繍を入れている。現総長山県掠、先代は飯富餃虎。攻校生用にチューンされたバイク（機馬）を持ち、炎の攻撃力を持った人員が多い。

### 餓過大附属　春日山高等学校
校長不明。6人の公認生には生徒への命令権、超攻校生級の力を得ることができる攻撃力増強の刀剣、更に本館を自由に扱うことのできる権利が与えられるが、残り500人余りの生徒は軒猿として仮面をつけることを義務付けられ、正式に在籍されているとみなされない、徹底的な個人主義。「真の攻校生」の育成を目指している。
猛田とは険悪な仲。

### 私立砲条学園
校長不明。砲条グループが運営する私立高校。攻等学校ではないようで、普通の人間が在籍する。

## 登場人物

### 猛田攻等学校
高坂 疾子（こうさか ときこ）
第一部主人公。弐年壱組委員長。同時にクラス唯一の女子。長い髪に赤と白のセーラー服、大きなリボンが特徴。後に風林火嶄の一人になる。
基本的に後先考えない性格。大胆不敵で明るく元気に見えるが、一匹狼。しかしクラスの仲間からの信頼により、仲間意識に目覚めていく。過去に謎が多く、村上義清と因縁がある。
攻撃力は楯無（たてなし）。彼女が纏っているセーラー服で、彼女自身の攻撃力は楯無を制御・操作することである。上着は空間歪曲、リボンは硬化と形態変化、スカートは襞が鞭のように伸びる。戦闘は主にスカートの能力により攻撃範囲・攻撃力に秀でた戦術を行使する。だが、彼女自身も完全に制御できないことがあり、意識を飲まれ暴走、攻校生を求めて無意識に春日山を半壊させた。暴走時には、鞭が茨のようになり、攻校生を紙でも引きちぎるように倒すほど威力が増す。また、疾子以外が楯無を使おうとすると錯乱してしまう。
山県 掠（やまがた かすみ）
第二部主人公。弐年弐組委員長にして、機馬軍団4代目総長。2本のツノのように髪をセットしており、ヘルメットにも角が収納される機構がある。チェーンスモーカーでZIPPOを愛用している。愛機は通常の族車の三倍のスピードを誇る「赤い彗星」（ゼファー）。後に事故により大破したためドラッグスターに乗り換える。本人は早くゼファーに戻したがっている。
硬派一言の性格だが、同時にのし上がるためには卑怯な作戦にも乗る。部下達には慕われているようで、しばしば宴会のような集会を開いている。普段は沈着冷静であるものの、強力な攻撃力を制御できなくなっているような描写も見られ、強者との戦いによって攻撃力を使用・発散することを求めるようになる。柿崎和泉とは過去に何らかの因縁があり、先代総長・飯富を尊敬している。
攻撃力は、血液の代わりに体内を巡る1000℃の炎「熱血」。強力な打撃と火炎の複合攻撃を放つ。また、敵の攻撃によってダメージを受けた際も血ではなく炎が噴き出すため、彼に対する直接攻撃には非常な危険が伴う。

#### 弐年一組生徒
加藤 鳶男（かとう とびお）
通称「カットビ」。注射器を武器にする小柄な少年。お調子者で校章を隠し持ち、疾子を不意打ちし漁夫の利を狙っていた。最初に疾子に従うが、クラスとは独立した猛田スパイ集団「透破」の一員で、疾子を監視している。攻撃力不明。
保科 三郎（ほしな さぶろう）
テッチューと校章を二分していた。テッチューよりも強いが、友情のために本気を出せず6割方手加減していた。初日に疾子に倒され、高坂軍団の一人となる。攻撃力は布を変化・操作する「自在槍」。セーラー服マニア。
栗原 鉄也（くりはら てつや）
愛称は「テッチュー」。疾子からは「クリリン」→「テッチ」。凶暴な性格。疾子に悪態をつきつつも助けるツンデレ。初日に疾子に秒殺される。攻撃力は腕を鉄に変える「鉄拳」。
芦田 馬力（あしだ ばりき）
筋骨隆々なモブ。

#### 弐年弐組生徒
今福 重春（いまふく しげはる）
通称「イマ」、「重さん」。副総長。クールで生真面目なオールバックな男で、参謀役。機馬軍団を最強の軍団にすることを目指している。攻撃力は神業級のバイクドライビングを可能とする「機馬術」。副総長ながら、炎の能力ではない。予備の機馬を所持している。本誌掲載時と単行本では名前が変わっている。
駒井 姫太郎（こまい ひめたろう）
通称「コマ」。特攻隊長。暴走し易い性格で喧嘩っ早い。秋山が嫌い。愛用の機馬には最早原型不明になるまでの改造を施し、ミサイルやバナナの射出機構を搭載している。攻撃力は炎を纏った蹴りを繰り出す「炎獄脚」。
広瀬 拘史（ひろせ こうし）
「殺しのヒロセ」の異名を持つ親衛隊長。傷だらけの顔にサングラスという強面の大男。かなり凶暴で冷酷。山県にさえ高圧的な物言いをすることもあるが、基本的に機馬軍団の利益を考え、族長の意思を尊重する山県の良き理解者でもある。
愛機はXJ。攻撃力は、ライターの炎を鞭のように操る「火鞭」。

#### 委員長
板垣 泰助（いたがき たいすけ）
参年壱組委員長。後、上級代表に。穏和で冷静沈着だが、その裏では狂気的な性格。実質猛田を纏める存在と言われている。何らかの思惑により校長に洗脳されており、本来は活発というか熱血バカ。正気に戻った時にエレキギターを用いた攻撃を見せたが、攻撃力の名称・詳細は不明。洗脳時にはギターを持っていなかったが、その状態でも餓杉の公認生を圧倒する力を見せており、ギターがなくても使える攻撃力であるらしい。
真田 梨香（さなだ りか）
壱年壱組委員長。小柄。疾子に突っかかり、敗れた上に全裸に剥かれ、あまつさえ写真に納められてしまう。その時に上着を貸してくれた山県に惚れ、以降思いを寄せている。疾子のことも攻校生の見本として尊敬しており、一緒に健康ランドに行ったりもしていた。攻撃力は小型のブラックホールを作り出す「暗黒式」。『速攻生徒会』にも同姓同名のキャラクターが登場しているが関連性はない。
秋山 疾人（あきやま はやと）
壱年参組委員長。胸まで覆う覆面を被っている（理由はブサイクであり、目立ちたく、かつアメコミの影響らしい）。謎キャラの筈だったが、普通に覆面は取り、顔も普通。次期機馬軍団総長（予定）。攻撃力不明（炎ではない）だが、水上を自転車で走るなど高い身体能力を誇り、かなりの実力をうかがわせる。また、含み針や煙幕などを使う。後に、攻校生用機馬（ただしスクーター、3段シート搭載）を得る。
小山田 太郎（おやまだ たろう）
壱年弐組委員長。恐相で坊主頭。野球ボールを投げつける攻撃力らしい。梨香に気がある。
甘利 虎捺（あまり こなつ）
参年弐組委員長。女性。女性だがパンツルック。基本的に板垣に従っているが、かつての板垣とはあまりにも違う彼に戸惑っている。攻撃力は不明だが、炎をバラバラに切断する描写がある。
横田 斗（よこた とます）
参年参組委員長。凄まじい老け顔の男で、常に数人の部下に騎馬戦の騎馬のように担がれている。影が薄い。
原 千秋（はら ちあき）
弐年参組委員長。軍師タイプ。
飯富 鮫虎（おぶ さめとら）
参年伍組委員長。先代機馬軍団総長。参巻巻末予告にのみ登場。
山本 監助（やまもと かんすけ）
参年四組委員長、透破元締。参巻巻末予告にのみ登場。
猛田 士郎 勝頼（たけだ しろう かつより）
参年八組委員長?参巻巻末予告にのみ登場。猛田信玄の関係者らしい。

#### OB
諸角 号（もろずみ ごう）
前年度卒業生にして3代目機馬軍団団員。バイクのメンテナンスを担当し、機馬軍団の改造バイクは彼が改造している。

#### 教師
猛田 信玄（たけだ しんげん）
校長。長いコートを羽織る。圧倒的な攻撃力を持ち、ただ歩くだけで襲い掛かる軒猿を壊滅させ、板垣の渾身の攻撃をいともたやすく跳ね返した。疾子の攻校生としてのあり方に感動し、コートと共に風林火嶄の称号を授ける。また、山県の風林火嶄襲名の際にも彼を煽るような発言をし、何か真意があることを匂わせている。
三条（さんじょう）
教頭。第1話では典型的な教育ママのような三角眼鏡の女性だったが、登場を重ねる度に容貌が変わり美人になる。透破顧問。

### 餓杉大附属 春日山攻等学校
村上 義清（むらかみ よしきよ）
公認生末席。1ヶ月で公認生となった謎の男。「疾子を攻校生にした男」であり、その際に一度疾子に殺されているらしい。「景虎」という人物の人格と二重人格である。爪や髪の毛を硬質化する攻撃力のようで、短い刃で刺したものを全て剣身に変える「謙信景光」を持つ。
宇佐見 志津流（うさみ しづる）
公認生主席。3年生。ドクロマークのニット帽とハイソックスを履く女子攻生。自作のタロットカードでの占いが趣味。前線には出ていないため攻撃力と剣は不明。
新発田 凛（しばた りん）
公認生第五席。1年。爆弾搭載のラジコン「ボムニャー」と伸縮自在の剣「瓜実の剣」を操る。戦闘時は瓜実と盾を装備している。
直江 響也（なおえ きょうや）
公認生。クールでプライドが高く、「攻校生」としての誇りに満ち溢れている。口癖は「フム」。楯無により両腕を折られた挙句、バスから落とされた。ドリルのような剣「旋剣天国」を操る。
柿崎 和泉 / 和美（かきざき かずみ）
公認生次席。ポニーテールの女子攻生。人の話を聞かない。機馬軍団（山県）とは因縁があり、先代総長も恐れたという火炎を放つ剣「備前国宗」（後に改となる）を操る。先代を侮辱され激昂した山県に剣を破壊され戦闘不能に（公認生なので相応の攻撃力を持つはずだが使用せず離脱）。名前はどちらが誤植なのかは不明。
包帯の公認生
公認生。1年。行間で瞬殺された、板垣の中間試験のターゲット。腕のギプスに剣を仕込んでいる。

### 対攻校生トラブルシューティング委員会（仮）
砲条 豹馬（ほうじょう ひょうま）
砲条学園生徒にして、砲条三兄弟の三男。攻撃力は持たないが、対攻校生エアガンを駆使し、強力な攻校生である機馬軍団員を撃破するほどの力量を見せる。食事の仕方に品がない。板垣に雇われて疾子を狙うが、疾子の下着に興奮していたりいたって不真面目。疾子に敗北後、砲条家を追放されたらしい。
板部岡 香声（いたべおか こうせい）
砲条学園生徒。礼儀正しいが、そのせいか豹馬にオカマと呼ばれている。楯無に触れたせいで錯乱、意識不明に。
風魔 小太郎（ふうま こたろう）
砲条学園生徒。覆面を被った少年、と見せかけた少女。覆面を取ると女性体形になる。忍者の末裔だが、疾子・梨香の罠にはまってしまい、逃亡。

### 砲条軍馬とその人材
砲条 軍馬（ほうじょう ぐんば）
砲条学園生徒にして、砲条三兄弟次男。対攻校生攻略兵器のテストとして、機馬軍団と敵対する。彼とその部下は改造バイクを用いる。、本人は『機動戦士ガンダム』のビグ・ザムの股間にバイクをくっつけたような機体（長い足があるため、バイクとしては機能せず、バイク部分の存在意図が不明）に搭乗する。今福と対決し、「八つ裂き後輪」で機体を破壊され、敗北。砲条家を追放された。
長野 電人（ながの でんじ）
20歳だが攻撃力を持つ。無職。義理固い性格。「秘密刑事流」という拳法の使い手で、必殺技は「飛竜サンダー蹴り」。走行中のバイクに走って追いつくほどの身体能力に加え、ライディング技術も高い。また、山県と同種の攻撃力「電血」を持ち、体内を血液の代わりに100万ボルトの電流が流れている。すれ違っただけで今福を戦慄させるほどの攻校生である。愛機はジオングと電人ザボーガーを模した「ジオーガー」。ゾク車破壊砲など数々の兵器を搭載しており、バイクのフロントがジオングの顔になっている。
上泉 鍔女（かみいずみ つばめ）
19歳だが攻撃力を持つ。喫茶店"新陰流"の娘で、電人の異母妹。童顔で不思議系。ブタを飼っている。山県と知り合い、親密になっていく。攻撃力は、あらゆるものを刀として使える能力。本人の剣術の技量に加えての攻撃力であり、鉄パイプやベルト、スティックシュガーすら切れ味を帯びるため刀や手裏剣としての使用が可能、と地味ながら強力。
御宿 青（みしゅく せい）
攻校生だが、普通の高校に通っている1年生。攻校生専用バイクのメンテナンスを担当。